# Marie Françoise Catherine de Beauvau-Craon

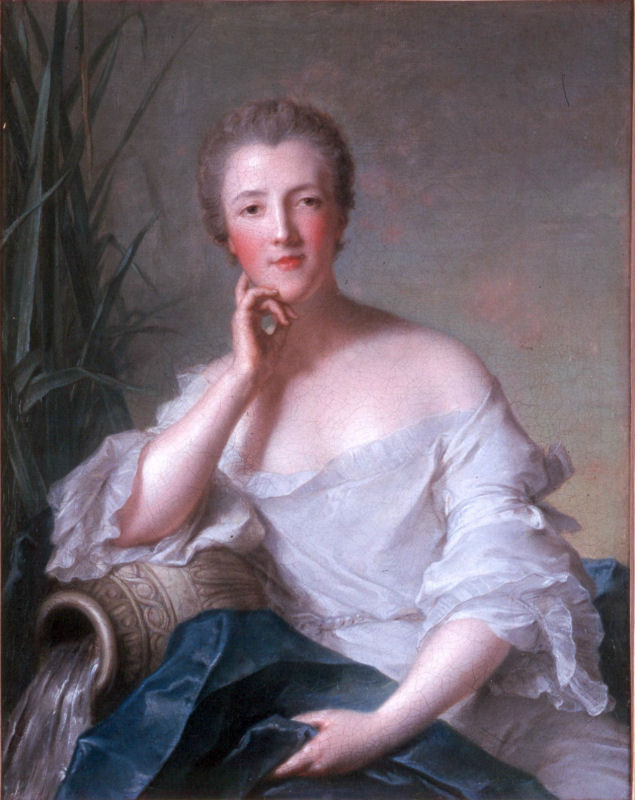
Marie Françoise Catherine de Beauvau, gemalt von Jean-Marc Nattier.

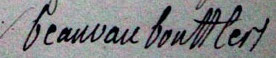
Unterschrift von Madame de Boufflers

Marie Françoise Catherine de Beauvau, Marquise de Boufflers (* 8. Dezember 1711 in Lunéville; † 1. Juli 1786 in Paris) war die offizielle Mätresse von Stanislaus I. Leszczyński, des Herzogs von Lothringen und Bar am Hof von Lunéville.

## Leben
Madame de Boufflers wurde als Tochter von Marc de Beauvau (1679–1754), Fürst von Craon, und der Anne Marguerite de Lignéville (1686–1772), einer Mätresse des Herzogs Leopold von Lothringen, 1711 geboren. Sie heiratete Louis François de Boufflers (1714–1752), Marquis d’Amestranges. 
Mit 34 Jahren wurde sie an den Hof von Lunéville eingeführt und wurde im gleichen Jahr offizielle Favoritin des 63-jährigen Herzogs Stanislas. Madame de Boufflers galt als schön, gebildet und geistreich. Voltaire sandte ihr 1748 diesen „Blumenstrauß“:

„Ces fleurs dont je vous fais présent,
Sont comme vous fraîches et belles,
Comme moi, simples, naturelles,
Mais le temps les fane aisément.“

Madame de Boufflers verfasste Verse und reüssierte als Pastellmalerin.
Die Rolle der Favoritin hinderte sie nicht daran, zahlreiche Affären einzugehen, die ihr den Beinamen „Madame de Volupté“ (Madame der Wollust) eintrugen. Bekannt sind ihre Beziehungen mit dem Dichter Jean-François de Saint-Lambert, mit Monsieur d’Adhémar, mit dem Intendanten von Lothringen Antoine-Martin Chaumont de La Galaizière und mit dem Anwalt und Dichter François-Antoine Devaux.
Saint-Lambert soll, um Madame de Boufflers Eifersucht zu erregen, Émilie du Châtelet bei ihrem Aufenthalt in Luneville 1748 verführt haben. Madame de Boufflers und Madame du Châtelet verband dessen ungeachtet lebenslang eine enge Freundschaft.
Die Bedeutung der Madame Boufflers rührt daher, dass ihre Person den reaktiv schwermütigen Stanislaus I. Leszczyński nach seiner Ankunft in Lothringen aufmunterte und ihn über 20 Jahre zur Unterhaltung des glanzvollen Hofes von Lunéville bewog. Madame Boufflers zog Literaten, Wissenschaftler und Künstler von europäischem Rang in die lothringische Provinz, die nach dem Tod von Stanislaus I. Leszczyński an Frankreich fiel.

## Familie
Ihrer Ehe mit François de Boufflers entstammt der Chevalier Stanislas de Boufflers, Gouverneur des Senegal und Dichter.
Ihre Schwester, Anne-Marguerite-Gabrielle de Beauvau (1707–1792), war mit Gaston Pierre de Lévis (1699–1757), Herzog von Mirepoix und Marschall von Frankreich, verheiratet.